# Yves Bitséki Moto
Yves Bitséki Moto (n. Bitam, 23 de abril de 1983) es un ex-futbolista gabonés que jugaba en la demarcación de portero.

## Selección nacional
Hizo su debut con la selección de fútbol de Gabón el 9 de enero de 2012 en un partido amistoso contra Burkina Faso que finalizó con empate a cero. Además disputó el Campeonato Africano de Naciones de 2014. También fue convocado con la selección para jugar la Copa Africana de Naciones 2010, la Copa Africana de Naciones 2012 y la Copa Africana de Naciones 2015, aunque no llegó a disputar ningún partido tras la titularidad de Didier Ovono en los tres torneos.

### Goles internacionales
| # | Fecha                   | Estadio                                   | Oponente | Gol | Resultado | Competición |
| - | ----------------------- | ----------------------------------------- | -------- | --- | --------- | ----------- |
| 1 | 8 de septiembre de 2015 | Estadio Héroes Nacionales, Lusaka, Zambia | Zambia   | 1-1 | 1–1       | Amistoso    |

## Clubes
| Club          | País  | Año         | Partidos | Goles |
| ------------- | ----- | ----------- | -------- | ----- |
| AS Mangasport | Gabón | 2008 - 2009 |          |       |
| US Bitam      | Gabón | 2009 - 2014 |          |       |
| CF Mounana    | Gabón | 2015 - 2019 |          |       |
| Mosta FC      | Malta | 2019 - 2021 | 11       | 0     |

## Palmarés

### Campeonatos nacionales
| Título                    | Club     | País  | Año  |
| ------------------------- | -------- | ----- | ---- |
| Primera División de Gabón | US Bitam | Gabón | 2010 |
| Copa Interclubes de Gabón | US Bitam | Gabón | 2010 |